# Tyburn

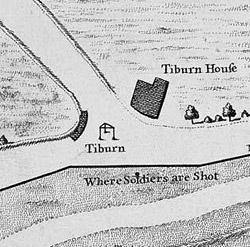
Plan des Tyburn-Galgens und seiner unmittelbaren Umgebung, aus: John Rocque’s map of London, Westminster and Southwark (1746)

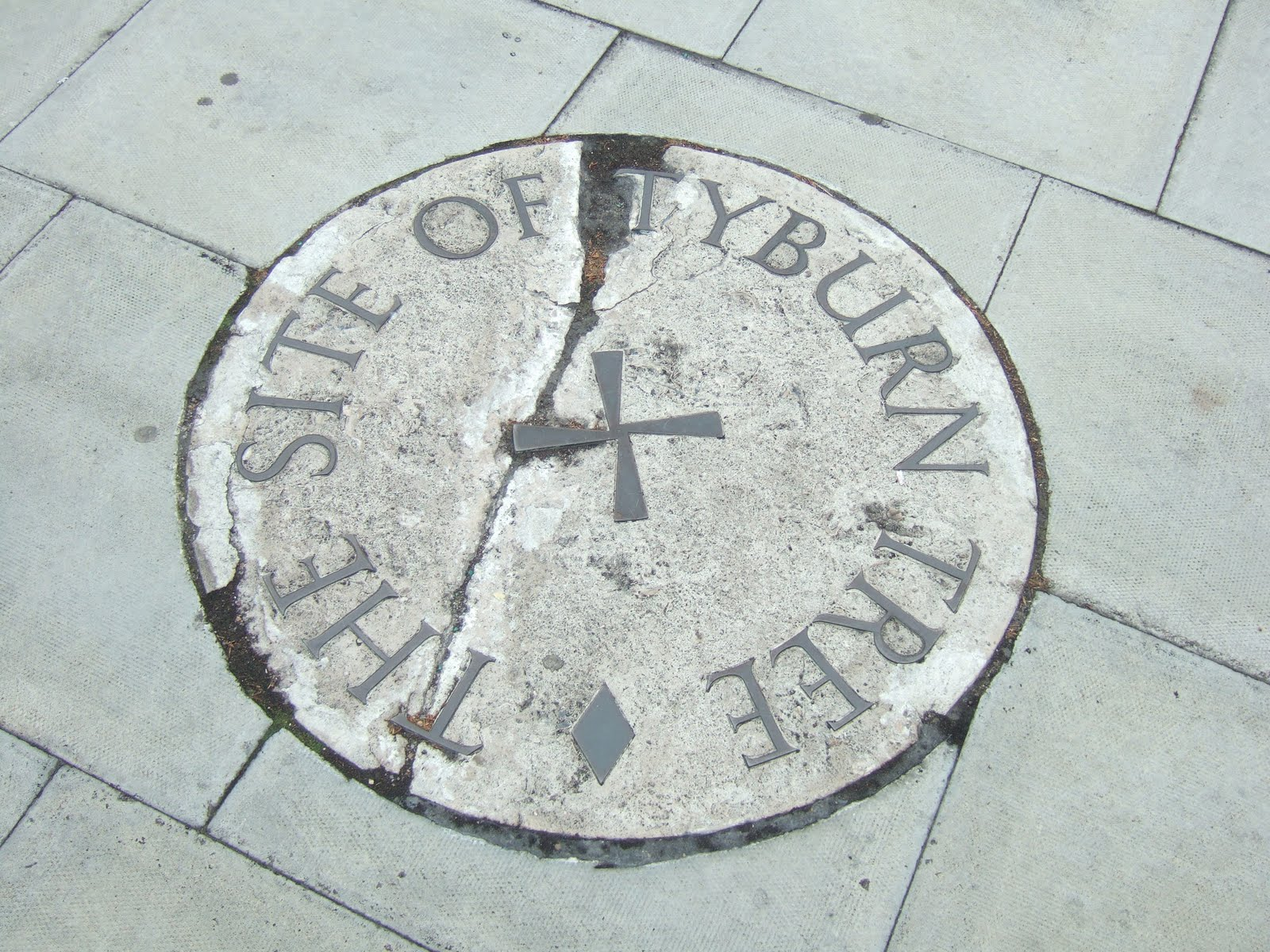
Tyburn-Gedenktafel im Pflaster der Bayswater Road, Einmündung Edgware Road

Tyburn war ein Dorf in der Grafschaft Middlesex, die heute einen Teil des Londoner Stadtbezirks City of Westminster bildet. Es diente von 1196 bis 1783 als öffentlicher Galgenplatz der City of London.

## Geschichte
Der Name des Dorfes stammt vom Flüsschen Tyburn (oder auch Ty Bourne), einem Nebengewässer der Themse, das inzwischen von seiner Quelle bis zur Mündung bei Westminster vollständig kanalisiert ist. Es war eines der beiden Güter der Gemeinde St Marylebone, die selbst nach einem Wasserlauf benannt worden war: St Mary’s church by the bourne. Tyburn war bereits im Domesday Book verzeichnet und befand sich ungefähr am heutigen Marble Arch am westlichen Ende der Oxford Street an der Kreuzung zweier Römerstraßen. Die Vorläufer der Oxford Street und der Park Lane waren Straßen, die zum Dorf führten: Tyburn Road und Tyburn Lane.
Tyburn erlangte bereits in der Vorzeit durch ein Denkmal namens Oswulf’s Stone eine gewisse Bedeutung. Dieses war namensgebend für die altenglische Verwaltungseinheit Ossulstone Hundred von Middlesex. Der Stein wurde 1851 überbaut, als man den Marble Arch dorthin versetzte. Kurze Zeit später grub man ihn aus und stützte ihn gegen den Marmorbogen, bis er 1869 spurlos verschwand.
Das Dorf war jahrhundertelang durch Londons wichtigsten Galgen für öffentliche Hinrichtungen berüchtigt. Die englische Gelehrtenzeitschrift Notes & Queries berichtete am 19. Januar 1850, dass sich die Tyburn-Galgen am Connaught Square No. 49 befunden haben. Vom 12. Jahrhundert bis 1783 fanden dort Hinrichtungen statt. Danach wurden sie zunächst auf den öffentlichen Platz vor das Newgate-Gefängnis verlagert und durch ein Gesetz ab 1868 innerhalb des Newgate-Gefängnisses nicht-öffentlich durchgeführt.

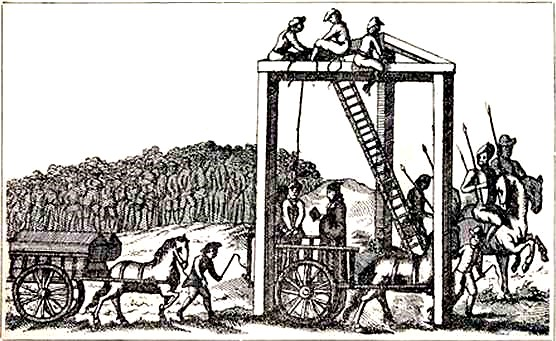
Zeitgenössische Darstellung von „Tyburn’s Triple Tree“

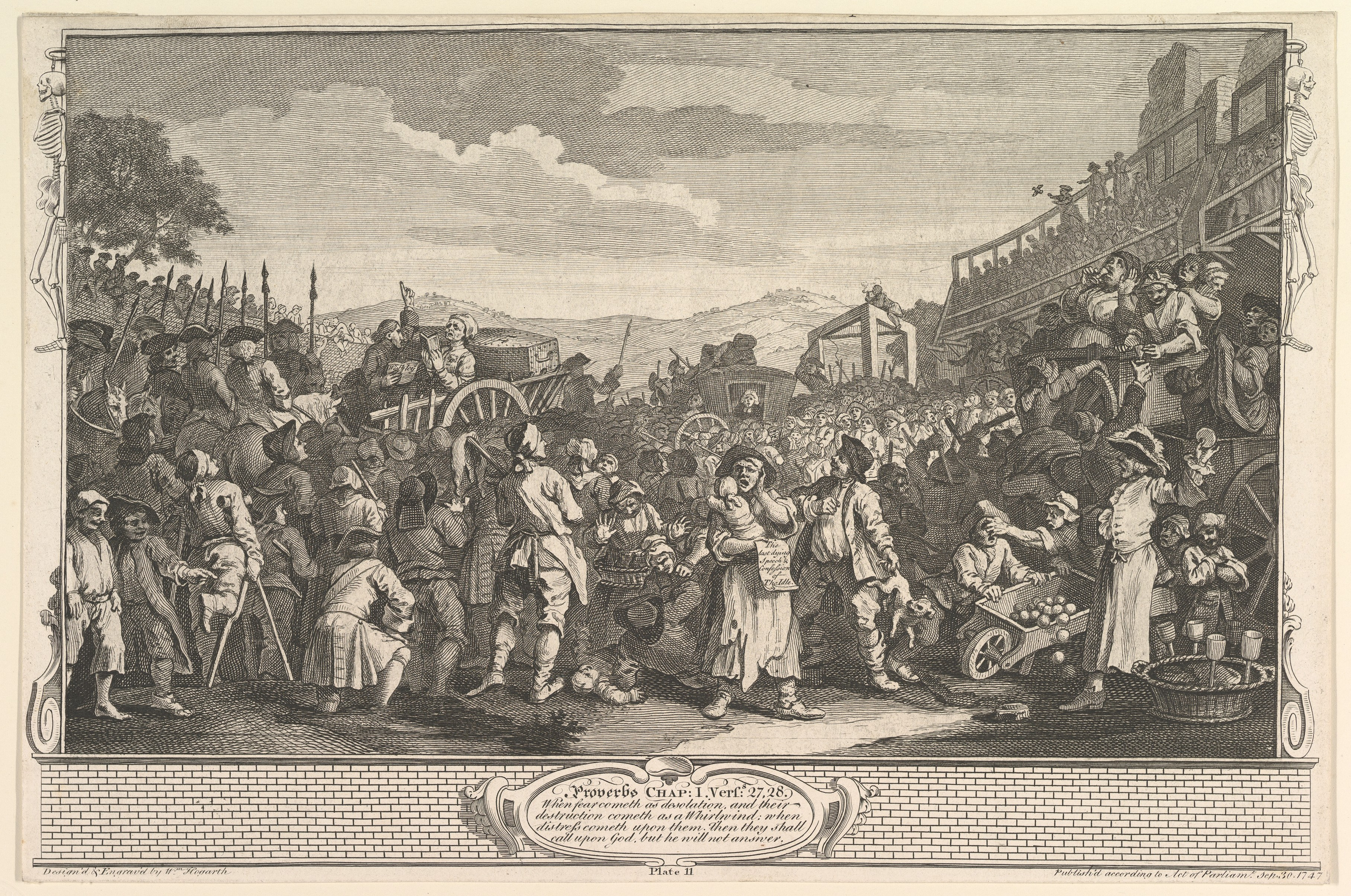
William Hogarths Stich The Idle Prentice executed at Tyburn (1747)

Die erste Hinrichtung wurde im Jahre 1196 für einen Platz nahe dem Flüsschen dokumentiert. Vermutlich handelte es sich um die Exekution des Aufständischen William Fitz Osbert und seiner Gefolgsleute. In Tyburn starben am 10. Dezember 1541 auch Thomas Culpeper und Francis Dereham, die Geliebten der Königin Catherine Howard.
1571 wurde der Tyburn Tree in der Nähe des heutigen Marble Arch errichtet. Dieser „Dreifach-Baum“ (englisch Triple Tree) war eine neuartige Konstruktion aus Holzbalken, die ein großes Dreieck bildeten. Daher wurde das Gerüst auch als „three legged mare“ (deutsch „dreibeinige Stute“) oder „three legged stool“ (deutsch „dreibeiniger Schemel“) bezeichnet. Es konnten mehrere Verurteilte gleichzeitig erhängt werden. Der Tyburn Tree stand in der Mitte des Straßendammes und stellte einen wichtigen Orientierungspunkt im Westen Londons sowie ein sehr offensichtliches Gesetzessymbol für Vorbeireisende dar. Gelegentlich wurden die Galgen für Massenhinrichtungen verwendet, so am 23. Juni 1649, als man 24 Gefangene, 23 Männer und eine Frau, die in acht Pferdewagen herbeitransportiert wurden, gemeinsam erhängte. Nach den Hinrichtungen wurden die Leichen entweder in der Nähe verscharrt oder Anatomie-Ärzten für Obduktionen zur Verfügung gestellt. Bereits im Jahr 1540 wurde in England durch Parlamentsgesetz die Surgeons Guild (deutsch Gilde der Wundärzte) mit der Company of Barbers (deutsch Gesellschaft der Barbiere) vereinigt und neben weiteren Privilegien wurden der neuen Zunft jährlich die Leichen von vier hingerichteten Verbrechern zur Autopsie bewilligt.
Das erste „Opfer“ des Tyburn-Baumes war am 1. Juni 1571 John Story (ca. 1504–1571), ein katholischer Oppositionsführer, der sich weigerte, die Suprematsakte anzuerkennen. Er war in den 1560er Jahren nach erfolgreicher Flucht aus dem Gefängnis Marshalsea spanischer Untertan in Flandern geworden. Im August 1570 entführten ihn Agenten William Cecils, des Staatssekretärs Elisabeths I., als Hochverräter nach England.
Im Zuge der Stuart-Restauration, während der nach einer kurzen Episode der Republik (siehe Commonwealth of England) mit Karl II. wieder ein König aus dem Haus Stuart die Macht übernahm, wurde hier am 30. Januar 1661, dem Jahrestag der Hinrichtung Karls I. während des Englischen Bürgerkrieges, die am Anfang des Commonwealth gestanden hatte, Oliver Cromwell, der bis zu seinem Tod im Jahre 1658 Lordprotektor des Commonwealth gewesen war, „posthum hingerichtet“. Er wurde aus seiner letzten Ruhestätte in der Westminster Abbey exhumiert, in Tyburn aufgehängt, sodann ertränkt und gevierteilt. Sein Schicksal teilten die Leichen von John Bradshaw (1602–1659), der 1649 als Richter das Todesurteil über Karl I. gefällt hatte, sowie Henry Ireton (1611–1651), einem erfolgreichen General der Parlaments-Armee während des Bürgerkrieges. Am 11. Juli 1681 wurde der katholische Primas von Irland, Oliver Plunkett, am Galgen von Tyburn gehängt, sodann geköpft und gevierteilt, nachdem er im Dezember 1679 in der Nähe Dublins verhaftet, nach England verschleppt und unter dem Vorwurf des Hochverrates zum Tode verurteilt worden war.
Die Hinrichtungen waren beliebte öffentliche Spektakel, die Massen von Schaulustigen anzogen. Die Dorfbewohner von Tyburn errichteten große Zuschauertribünen, deren Plätze sie an zahlendes Publikum vermieteten. Gelegentlich brachen die Aussichtsplattformen zusammen und begruben hunderte Besucher unter ihren Trümmern. Die Exekutionen wurden als willkommene Feiertagsunterhaltung betrachtet. Londoner Lehrlinge bekamen sogar einen Tag frei. Der englische Graphiker und Karikaturist William Hogarth warnte deshalb 1747 die Auszubildenden der Themsestadt in seinem satirischen Kupferstich The Idle Prentice executed at Tyburn (dt. Der faule Lehrbub wird in Tyburn gerichtet) eindringlich vor allzu großer Neugier.
Tyburn tauchte in vielen beschönigenden und spöttischen Redensarten auf, die sich auf die Todesstrafe bezogen. Wem kein gutes Schicksal vorausgesagt wurde, der „machte eine Fahrt nach Tyburn“ (engl. „to take a ride to Tyburn“). Den „Tyburn-Hüpfer tanzte“ (engl. „dancing the Tyburn jig“), wer bereits am Galgen zappelte. Als „Grundherrn von Tyburn“ (engl. „Lord of the Manor of Tyburn“) bezeichnete man den öffentlich bestellten Henker. Verurteilte wurden im offenen Ochsenkarren vom Newgate-Gefängnis herbeitransportiert. Von ihnen wurde eine „gute Vorstellung“ erwartet, worunter das zeitgenössische Publikum verstand, dass die „armen Seelen“ in ihrer besten Kleidung und mit lässiger Haltung aus dem Leben schieden. In diesem Fall brüllten die Zuschauer beifällig „Gut Gestorben!“ (engl. „good dying!“), doch Schwächeanfälle der Todeskandidaten wurden lauthals verhöhnt.
Neben einem gefassten Auftreten verlangte das Publikum von den Todgeweihten eine „last dying speech“ (dt. „letzte Sterberede“). Die meisten Verurteilten hielten sich an dieses eigentümliche Ritual und hielten vor ihrer Hinrichtung eine Ansprache, in der sie üblicherweise ihre Reue über die begangenen Freveltaten zum Ausdruck brachten und die Nachwelt warnten, nicht denselben sündigen Pfad zu beschreiten. Diese Rede wurde häufig in Form eines Flugblattes als eine Art „Programmzettel“ vor der Urteilsvollstreckung verkauft.
Auch biographische Einzelheiten und Auskünfte zum Tathergang, wie sie Matthias Brinsden von seinem Geistlichen am 24. September 1722 unter dem Galgen verlesen ließ, wurden geschätzt:
„I was born of kind parents, who gave me learning: I went apprentice to a fine-drawer. […] I fell in love with Hannah, my last wife, and after much difficulty won her, she having five suitors courting her at the same time. We had ten children (half of them dead), and I believe we loved each other dearly; but often quarrelled and fought. Pray, good people, mind, I had no malice against her, nor thought to kill her two minutes before the deed; but I designed only to make her obey me thoroughly, which the Scripture says all wives should do. This I thought I had done when I cut her skull on Monday […]“
Übersetzung: „Ich wurde gütigen Eltern geboren, die mich unterwiesen: Ich ging bei einem Kunststopfer in die Lehre. […] Ich verliebte mich in Hannah, meine letzte Ehefrau, und gewann sie nach vielen Schwierigkeiten, denn fünf Freier machten ihr zur selben Zeit den Hof. Wir hatten zehn Kinder (die Hälfte von ihnen starb), und ich glaube, wir liebten einander innig; aber wir zankten und stritten oft. Bitte, liebe Leute, bedenkt, ich hatte nichts Arges gegen sie im Sinn, noch dachte ich zwei Minuten vor der Tat daran, sie zu töten; sondern ich plante nur, dafür zu sorgen, dass sie mir ganz und gar gehorcht, so wie die Schrift sagt, dass alle Frauen es tun sollten. Dies dachte ich, hätte ich getan, als ich am Montag ihren Schädel abschlug […]“
Letztmals kam der Tyburn-Galgen am 3. November 1783 zum Einsatz, als der Straßenräuber John Austin hingerichtet wurde.
Heute erinnern drei Messingtafeln, die im Dreieck im Pflaster an der Ecke Edgware Road und Bayswater Road eingelassen sind, an den Galgenplatz. Eine weitere Gedenkstätte bildet das Tyburn Convent, ein Benediktinerinnenkloster, das der Erinnerung an die mehr als 350 katholischen Märtyrer geweiht ist, die während der Reformation in England hingerichtet wurden.